# Horiola picta
Horiola picta är en insektsart som beskrevs av Coquebert. Horiola picta ingår i släktet Horiola och familjen hornstritar. Inga underarter finns listade i Catalogue of Life.